# Skies of Arcadia
Skies of Arcadia är ett datorrollspel utvecklat av Overworks till Dreamcast. I Japan släpptes spelet under namnet Eternal Arcadia. En nyutgåva av spelet har senare släppts till Nintendo Gamecube under namnet Skies of Arcadia Legends.

## Handling
Arcadia är en värld där hela den kända världen består av flygande öar och kontinenter. Vyse är en ung pirat i en tid då världen fortfarande är ganska outforskad. Hans far är ledare av Blue Rogues – en grupp goda pirater – som i spelets början anfaller Amiral Alfonsos flaggskepp. Alfonso tillhör Valua, den mest framträdande militära nationen i världen. Det visar sig att Alfonso – på kejsarinna Theodoras order – just tillfångatagit en mystisk flicka vid namn Fina. Vyse och hans barndomsvän Aika räddar henne och för henne till högkvarteret på Windmill Island. Det är dess officiella namn, alla kallar den dock för Pirate Island.
Strax befinner de sig på öns högsta punkt och tittar på kvällshimlen. Då ser de plötsligt en månsten, en magisk sten som har sitt ursprung från en av världens sex månar, falla mot Arcadia. I det här fallet silvermånen, som driver i princip allt magiskt i världen, inklusive de luftskepp som används som transportmedel mellan öarna. Stenen landar på närliggande Shrine Island. Dagen därpå ger sig Vyse och Aika iväg för att försöka finna den.
Medan de är borta anfaller Valua högkvarteret, tar tillbaka Fina och för med sig alla män för avrättning. Vyse, som var borta under tiden, är nu den enda mannen på ön och ger sig iväg med Aika för att rädda alla. På vägen stöter de på Rhaknam, en jättestor val som förstör deras skepp. Dock blir de räddade av Drachma, en gammal fiskare som söker personlig hämnd från valen. Drachma dumpar Vyse och Aika på närliggande Sailors Island men tar med dem igen när de får reda på att i Valua säljs nu harpunkanoner, en kanon som Drachma behöver för att kunna anfalla Rhaknam.
Efter många strapatser finner radarparet sig nu i Valuas slumkvarter där de tar kloakerna till arenan där de räddar besättningen. Fina har förts till Theodora men skickas på tåget till fästningen, som betraktas som ointaglig efter en incident i ett krig några år tidigare. Vyse och Aika kapar tåget och flyr med Fina precis innan Valuas port stängs.
Fina avslöjas som en del av silvercivilisationen och är utsänd för att hämta månstenskristallerna. Det är renade månstenar med förmågan att styra de biologiska vapen som skapades utan civilisationerna i den gamla världen. Dessa vapen, som går under det gemensamma namnet Gigas (t ex: Red Gigas eller Purple Gigas för att beskriva den röda civilisationens vapen eller den lila civilisationens). Vyse och Aika förjer med Fina för att hjälpa henne. Detta leder dem på en resa över hela världen för att få se platser som ingen sett på väldigt länge.